# Leiodytes atomus
Leiodytes atomus är en skalbaggsart som först beskrevs av Régimbart 1877.  Leiodytes atomus ingår i släktet Leiodytes och familjen dykare. Inga underarter finns listade i Catalogue of Life.